# Megatron (moteur)
Pour les articles homonymes, voir Megatron.
La société Megatron est une société suisse fondée par John Schmidt (1938-2020). Cette officine s'engage en Formule 1 en 1987 pour fournir des blocs à l'écurie Arrows. Ces moteurs sont des BMW M Motorsport dont Megatron assure la maintenance après le retrait de BMW de la discipline.

## Historique
Le Megatron M12/13 est un moteur de Formule 1 dérivé du bloc à 4 cylindres 1 500 cm3 turbocompressé BMW. Il équipe les monoplaces de l'écurie Arrows pendant les saisons 1987 et 1988 et les Ligier en 1987. Le Megatron participe à 32 Grands Prix et son meilleur résultat en course est une troisième place obtenue avec Eddie Cheever sur une Arrows A10B au Grand Prix d'Italie 1988, et sa meilleure qualification est une cinquième place sur la grille, toujours par Cheever, lors de la même épreuve.
Ce moteur a fait ses débuts en course à la suite du retrait officiel de BMW. John Schmidt, (qui avait fait sienne la phrase : « La course de chevaux est peut-être la course des rois, mais la course automobile est le sport des sociétés. »), responsable de Megatron Inc. une filiale de United States Fidelity and Guaranty Insurance (USF&G, sponsor principal d'Arrows), avait convaincu la maison-mère de financer l'exploitation et le développement du moteur. 
L'aventure Megatron prend fin lorsque la FIA modifia son règlement en interdisant le moteur turbocompressé pour le remplacer par un 3,5 litres atmosphérique pour la saison 1989.

## Megatron M12/13 (1987-1988)

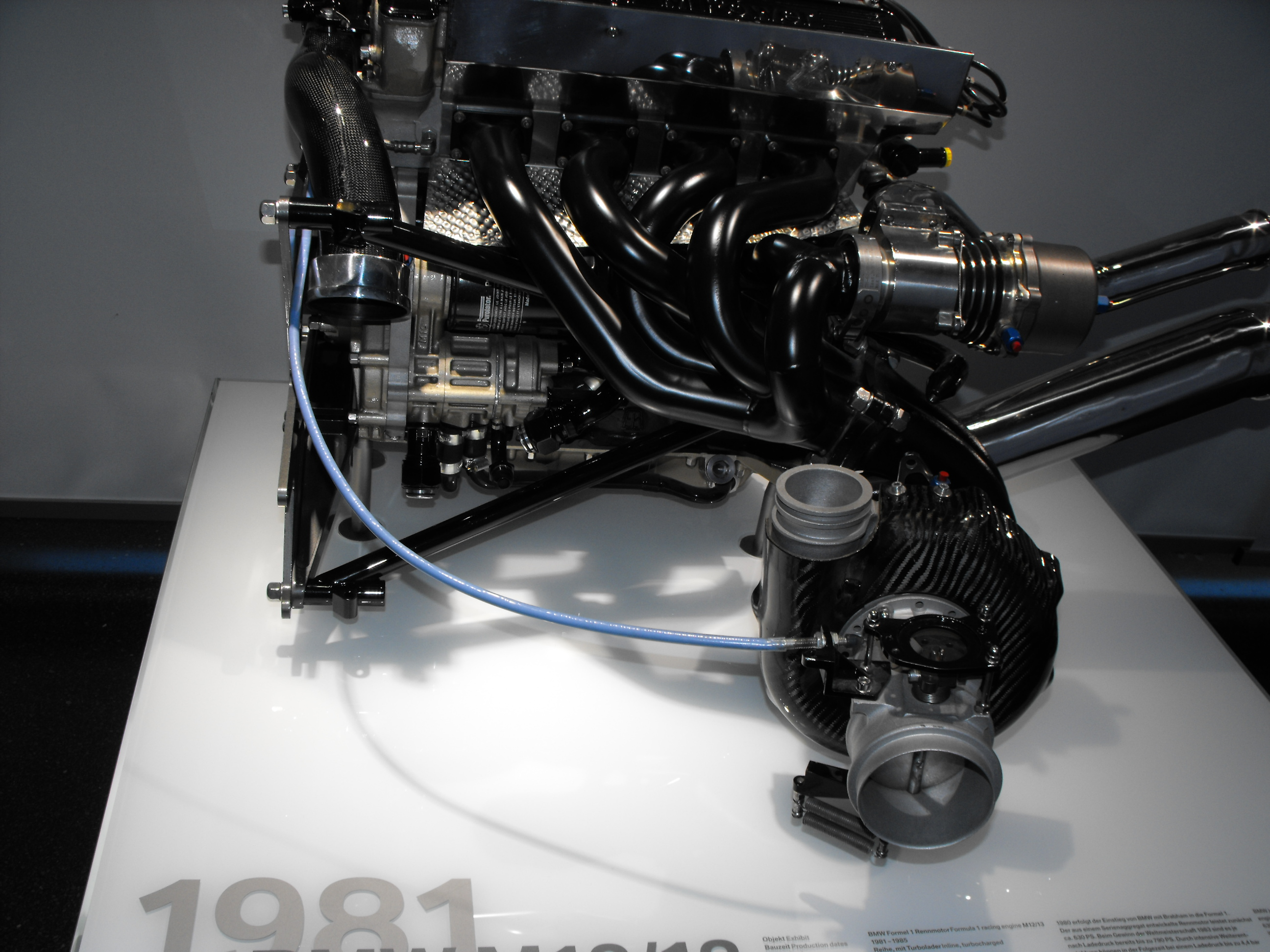
Bloc M12/13 Turbo C

Moteur conçu par BMW sous le nom BMW M12/13 Turbo C et engagé sous le nom Megatron en 1987 et 1988.
- 4 cylindres en ligne turbocompressé
- Cylindrée : 1 496 cm3
- Régime moteur : 11 200 tr/min (1987), 11 800 tr/min (1988)
- Puissance : 920 ch (1987), 650 ch (1988)
- Écuries équipées : Ligier (1987), Arrows (1987 - 1988)